# Криничненська сільська рада (Болградський район)
Крини́чненська сільська́ ра́да — орган місцевого самоврядування Криничненської сільської громади в Болградському районі Одеської області.

## Склад ради
Рада складається з 26 депутатів та голови.
- Голова ради: Великов Іван Георгійович
- Секретар ради: Великов Іван Георгійович

### Депутати
За результатами місцевих виборів 2010 року депутатами ради стали:

#### За суб'єктами висування
| Суб'єкт висування | Кількість обраних депутатів | %    |
| ----------------- | --------------------------- | ---- |
| Самовисування     | 21                          | 80,8 |
| Партія регіонів   | 4                           | 15,4 |
| Народна партія    | 1                           | 3,8  |

#### За округами
| № округу        | Прізвище, ім'я, по батькові  | Дата визнання обраним | Освіта             | Партійна приналежність | Відомості про обраного депутата                                             |
| --------------- | ---------------------------- | --------------------- | ------------------ | ---------------------- | --------------------------------------------------------------------------- |
| Народна Партія  |                              |                       |                    |                        |                                                                             |
| 5               | Дуков Іван Панасович         | 03.11.2010            | середня            | член Народної партії   | сільський виробничий кооператив «Криничне», комбайнер                       |
| Партія регіонів |                              |                       |                    |                        |                                                                             |
| 2               | Живодерова Лідія Кіндратівна | 03.11.2010            | середня            | член Партії регіонів   | тимчасово не працює                                                         |
| 21              | Дімов Семен Георгійович      | 03.11.2010            | середня            | член Партії регіонів   | тимчасово не працює                                                         |
| 22              | Атмажов Іван Дмитрович       | 03.11.2010            | вища               | член Партії регіонів   | Болградська ЦРЛ, лікар- стоматолог                                          |
| 26              | Соколова Валентина Олегівна  | 03.11.2010            | вища               | член Партії регіонів   | Косьянська «школа — садок», директор                                        |
| Самовисування   |                              |                       |                    |                        |                                                                             |
| 1               | Голубцова Марина Георгіївна  | 03.11.2010            | вища               | позапартійна           | Криничненська сільська рада, секретар                                       |
| 3               | Сакали Надія Олексіївна      | 03.11.2010            | середня            | позапартійна           | домогосподарка                                                              |
| 4               | Плачков Микола Іванович      | 03.11.2010            | середня            | позапартійний          | сільський виробничий кооператив «Криничне», механік автопарка               |
| 6               | Ламбова Домнікія Іванівна    | 03.11.2010            | середня            | позапартійна           | Криничненська сільська рада, діловод                                        |
| 7               | Дімов Дмитро Федорович       | 03.11.2010            | вища               | позапартійний          | Болградська райдержнасінніінспекція, начальник                              |
| 8               | Кюрчі Дем'ян Іванович        | 03.11.2010            | вища               | позапартійний          | сільський виробничий кооператив «Криничне», головний економіст              |
| 9               | Мінков Василь Георгійович    | 03.11.2010            | середня            | позапартійний          | автоматична телефонна станція, працівник                                    |
| 10              | Чанєва Ганна Харлампівна     | 03.11.2010            | вища               | позапартійна           | тимчасово не працює                                                         |
| 11              | Трандафілов Іван Михайлович  | 03.11.2010            | середня            | позапартійний          | сільський виробничий кооператив «Криничне», механізатор                     |
| 12              | Мумжиєв Ігор В'ячеславович   | 03.11.2010            | середня            | позапартійний          | тимчасово не працює                                                         |
| 13              | Желясков Семен Васильович    | 03.11.2010            | вища               | позапартійний          | тимчасово не працює                                                         |
| 14              | Чумаков Кирило Миколайович   | 03.11.2010            | вища               | позапартійний          | Болградське управління ветеринарної медицини, начальник                     |
| 15              | Маринов Микола Дмитрович     | 03.11.2010            | середня            | позапартійний          | Криничненська сільська рада, спеціаліст землевпорядник                      |
| 16              | Жеков Олександр Михайлович   | 03.11.2010            | вища               | позапартійний          | Ізмаїльська держземінспекця, завідувач сектору                              |
| 17              | Браїла Василь Маринович      | 03.11.2010            | вища               | позапартійний          | сільський виробничий кооператив «Криничне», керуючий галуззю виноградарства |
| 18              | Демиров Дмитро Георгійович   | 03.11.2010            | середня спеціальна | позапартійний          | сільський виробничий кооператив «Криничне», водій                           |
| 19              | Златєв Іван Дмитрович        | 03.11.2010            | вища               | позапартійний          | сільський виробничий кооператив «Криничне», заступник голови                |
| 20              | Койчева Домнікія Олексіївна  | 03.11.2010            | вища               | позапартійна           | Криничненська загальноосвітня школа, директор                               |
| 23              | Великов Микола Іванович      | 03.11.2010            | вища               | позапартійний          | Ізмаїльська стоматологічна поліклініка, лікар-стоматолог                    |
| 24              | Боєв Олександр Іванович      | 03.11.2010            | середня            | позапартійний          | сільський виробничий кооператив «Криничне», працівник                       |
| 25              | Соколова Наталя Дмитрівна    | 03.11.2010            | середня            | позапартійна           | сільський клуб с. Коса, завідувач                                           |